# 투바 노보트니
투바 노보트니(Tuva Novotny, 1979년 12월 21일 ~ )는 스웨덴의 배우, 가수이다. 체코의 영화 감독인 다비트 노보트니와 스웨덴의 예술가인 바르브로 헤스트룀 부부의 딸이기도 하다.

## 출연 작품
- 서던 리치: 소멸의 땅